# Cienfuegosia yucatanensis
Cienfuegosia yucatanensis là một loài thực vật có hoa trong họ Cẩm quỳ. Loài này được Millsp. mô tả khoa học đầu tiên năm 1896.